# Lambeosaurinis
Els lambeosaurinis (Lambeosaurini) són una de les quatre tribus que componen la subfamília dels lambeosaurins. Els representants d'aquest grup visqueren durant el Cretaci superior a la part septentrional de la conca del Pacífic, incloent-hi el que avui en dia és la Xina, Rússia, els Estats Units, el Canadà i Mèxic. El clade inclou tots els lambeosaurins més propers a Lambeosaurus lambei que a Parasaurolophus walkeri (Lambeosaurus lambei>Parasaurolophus walkeri).